# Pirineos Orientales
Pirineos Orientales (en francés Pyrénées-Orientales, en catalán Pirineus Orientals, en occitano Pirenèus Orientals) es un departamento del sureste de Francia que forma parte de la región de Occitania. Está constituido por el histórico condado catalán del Rosellón (actualmente en las comarcas catalanohablantes del Rosellón, el Vallespir, el Capcir, el Conflent y la Alta Cerdaña), junto con la comarca languedociana de la Fenolleda, de habla occitana. Su capital es la ciudad de Perpiñán. En el ámbito del nacionalismo catalán se le conoce como la Cataluña del Norte.
Limita al norte con el departamento de Aude, al este con el golfo de León (mar Mediterráneo), al sur con la región autónoma española de Cataluña (provincia de Gerona), al oeste con Andorra y con el departamento de Ariège.
En su interior está Llivia, un enclave español en territorio francés, como vestigio del dominio soberano que España ejerció sobre la mayor parte del departamento hasta 1659.

## Historia
Este departamento fue creado el 4 de marzo de 1790 durante la Revolución francesa, en  aplicación de la ley del 22 de diciembre de 1789. Se formó con una parte de la provincia del Rosellón y otra más pequeña del Languedoc llamada Fenouillèdes (Fenolleda).
Dos datos permiten comprender mejor la historia de este departamento:
- 1258: El Tratado de Corbeil creó una frontera entre el Reino de Francia y la Corona de Aragón, situada en las Corbières (en catalán: Corberes), pero el Rosellón quedaba al sur. Los habitantes del actual departamento pertenecen a dos países diferentes y hablan dos idiomas parecidos: el catalán en el Rosellón, Conflent, Vallespir, Capcir y Alta Cerdaña, y el occitano en Fenolleda.

- 1659: La provincia del Rosellón, a causa del tratado de los Pirineos, pasa a pertenecer a Francia, a excepción hecha de Llivia. La frontera política de 1258 queda suprimida, pero los habitantes del departamento continúan perteneciendo a dos provincias diferentes.

Pese a la creación del departamento en 1790, la rivalidad, más o menos amistosa según las épocas, se mantiene entre las dos entidades. [cita requerida]
España invadió el departamento en abril de 1793, pero Francia volvió a recuperarlo trece meses más tarde tras la batalla de Peyrestortes.
En el siglo XIX, los Pirineos Orientales fueron uno de los departamentos más republicanos de Francia, en parte gracias a la intervención de François Arago, astrónomo, psicólogo y político nacido en Estagel.
El 1 de enero de 2016 la región de Languedoc-Rosellón, a la que pertenecía el departamento, se fusionó con la región de Midi-Pirineos (Mediodía-Pirineos) para convertirse en la nueva región administrativa de Occitania.

## Geografía

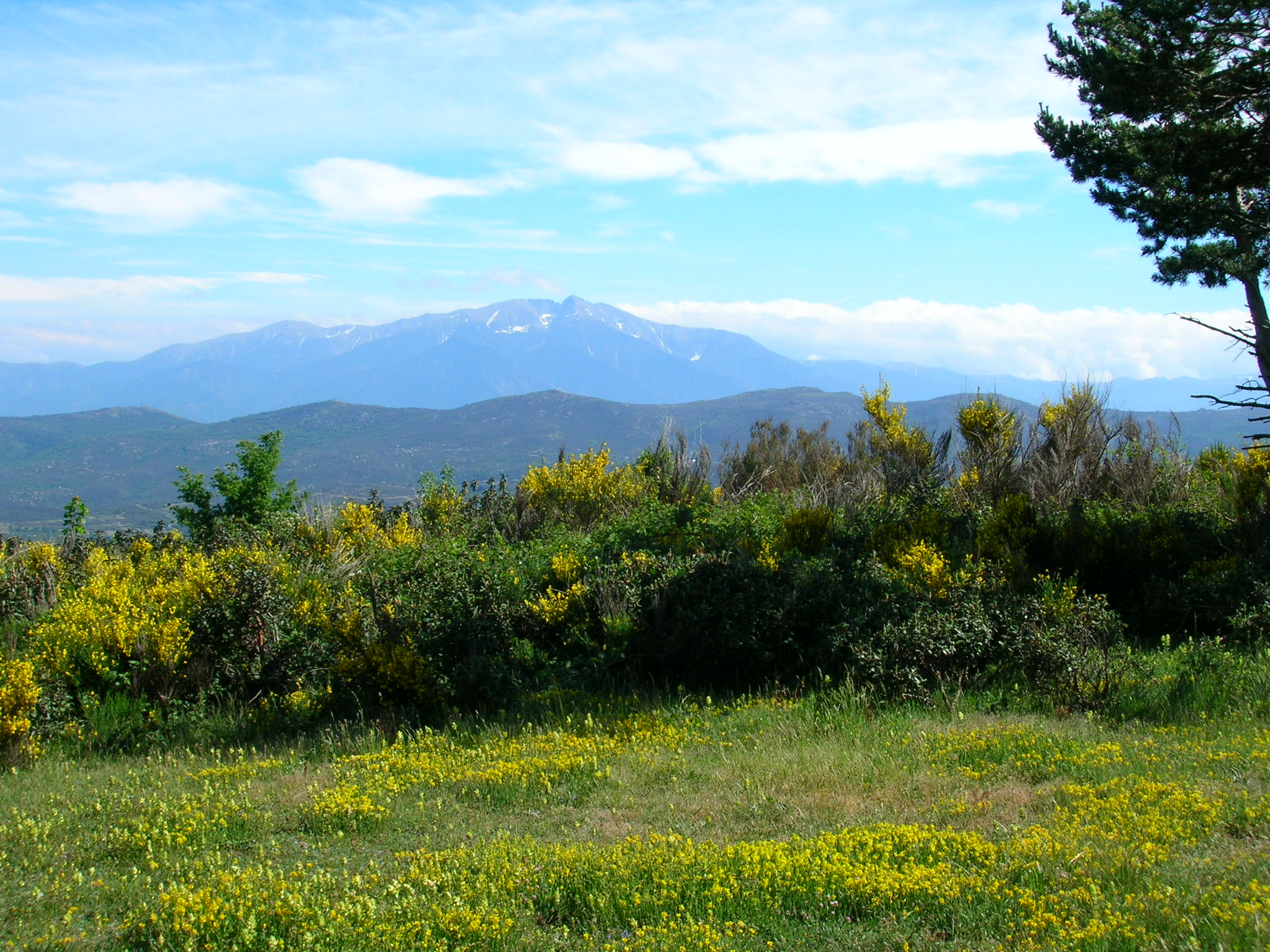
El Pico del Canigó.

El departamento de los Pirineos Orientales forma parte de la región de Occitania. Sus fronteras están constituidas por el mar Mediterráneo, al este; España al sur; el departamento de Aude al norte, y Andorra y el departamento de Ariège al oeste.
Constituye uno de esos pocos departamentos franceses (como los Alpes Marítimos o los Pirineos Atlánticos) que permiten a sus habitantes y a los turistas disfrutar tanto del mar como de la montaña.
Está atravesado de oeste a este por tres ríos paralelos, el Têt, el Tech y el Agly. En los Pirineos Orientales nace el Aude, y su punto culminante es el Pico Carlit (2921 m). Al sur de los Pirineos Orientales se encuentra la cordillera pirenaica que culmina a 2785 m de altitud con el Canigó, a 2921 con el ya citado pico Carlit, y a 2910 con el Puigmal, en la frontera española.
Al este, se sitúa la reserva natural marina de Cerbère-Banyuls, abarcando 650 hectáreas de mar, formando parte de los reservas nacionales de Francia desde 1974.

### División administrativa

Cantones de los Pirineos Orientales

Mancomunidades de los Pirineos Orientales

El departamento de los Pirineos Orientales está subdividido en tres distritos, que a su vez se encuentran divididos en cantones y, estos, en comunas o municipios. Varias comunas del departamento se agrupan en 16 mancomunidades, aunque otras tantas no pertenecen a ninguna mancomunidad.
- Distrito de Céret (con 5 cantones, subprefectura en Céret):
  - cantón de Argelès-sur-Mer
  - cantón de Arles-sur-Tech
  - cantón de Céret
  - cantón de Côte Vermeille (capital en Port-Vendres)
  - cantón de Prats-de-Mollo-la-Preste

- Distrito de Perpiñán (con 20 cantones, prefectura en Perpiñán)
  - cantón de Canet-en-Roussillon
  - cantón de La Côte Radieuse (capital en Saint-Cyprien)
  - cantón de Elne
  - cantón de Latour-de-France
  - cantón de Millas
  - Cantones de Perpiñán, numerados del 1 al 9: Perpiñán-1, Perpiñán-2, Perpiñán-3, Perpiñán-4, Perpiñán-5, Perpiñán-6, Perpiñán-7, Perpiñán-8, Perpiñán-9
  - cantón de Rivesaltes
  - cantón de Saint-Estève
  - cantón de Saint-Laurent-de-la-Salanque
  - cantón de Saint-Paul-de-Fenouillet
  - cantón de Thuir
  - cantón de Toulouges

- Distrito de Prades (con 6 cantones, subprefectura en Prades)
  - cantón de Mont-Louis
  - cantón de Olette
  - cantón de Prades
  - cantón de Saillagouse
  - cantón de Sournia
  - cantón de Vinça

En total hay 3 arrondissements, 31 cantones y 226 municipios.

## Clima
El clima de tipo mediterráneo, favorece unos inviernos relativamente suaves, apenas nieva en los valles. El viento desempeña un papel importante, en particular el denominado tramontana, viento del noroeste que, frecuentemente, alcanza velocidades de 100 km/h. Por su parte, el viento marino propicia la lluvia.

## Economía

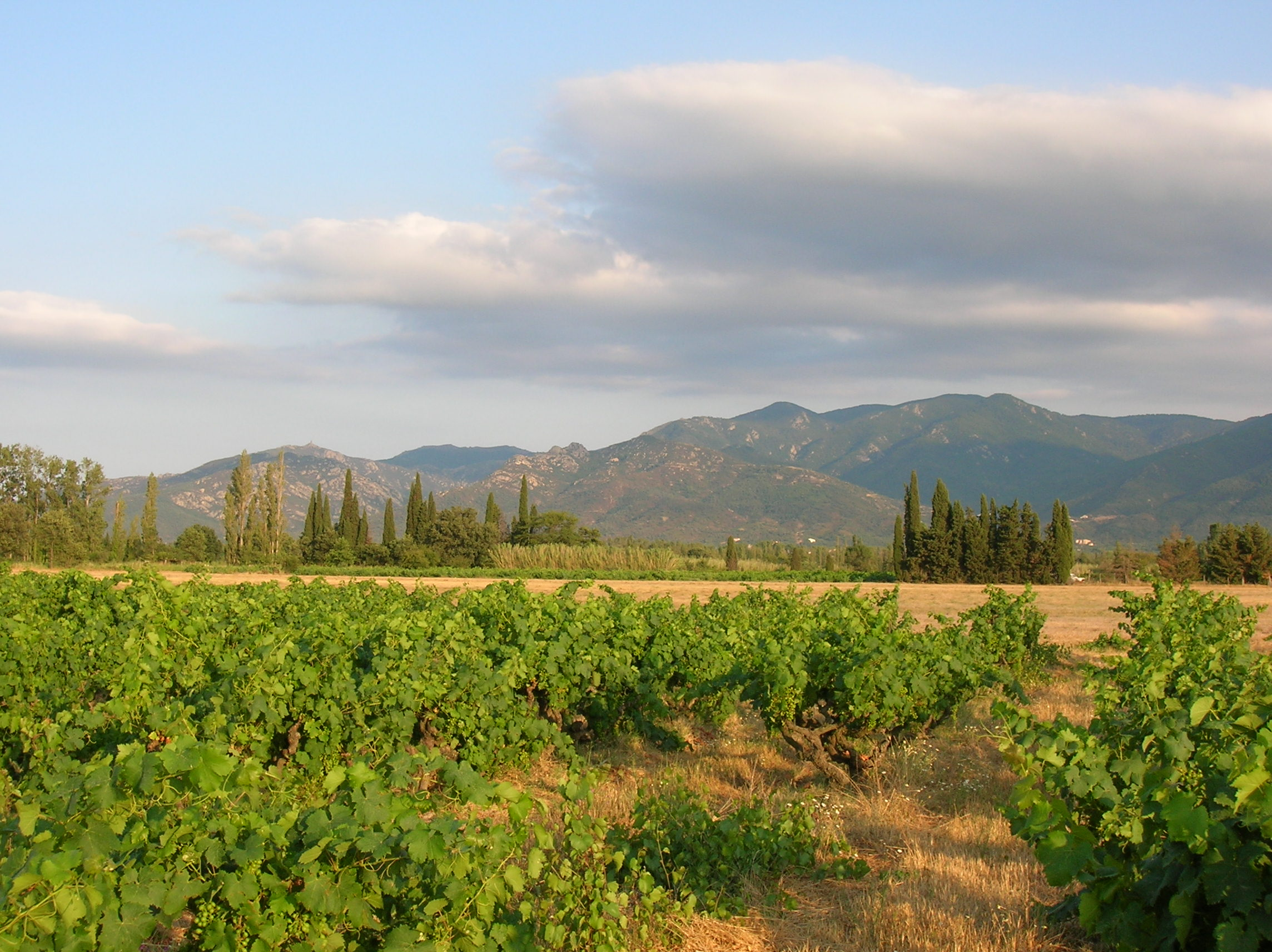
Viñedos en Les Albères

La economía de la región se basa, tradicionalmente, en la agricultura, dominada por la arboricultura (melocotoneros, albaricoqueros, cerezos)y las hortalizas, especialmente la producción de alcachofas, y la viticultura. En este aspecto, los Pirineos Orientales se distinguen por una importante producción de VDN (vinos dulces naturales), con cuatro denominaciones prestigiosas: Banyuls, Maury (Vino), Rivesaltes, Muscat. Se producen, asimismo, distintos vinos secos AOC, tintos principalmente, cuya denominación Collioure es, sin duda, la más conocida. La ganadería en retroceso durante  muchos años, vuelve a revitalizarse, particularmente en lo que concierne al ganado bovino. De todas formas, y exceptuando a los temporeros, son apenas 8000 personas las que se dedican a la agricultura. La industria, escasa, no constituye una fuente importante de ingresos para el departamento que contabiliza un alto porcentaje de paro (más del 15 % de la población activa). La mayoría trabaja en el sector terciario: administración, servicios, turismo.

## Demografía

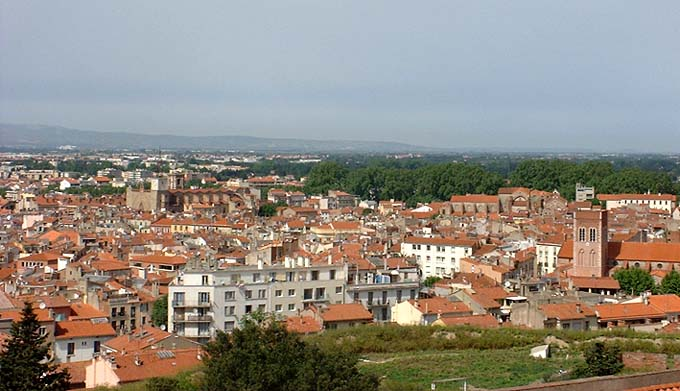
Vista de Perpiñán

El departamento cuenta con unos 422 000 habitantes. En Perpiñán (116 700 habitantes en 2004, 250 000 en su aglomeración) se encuentra el mayor número de habitantes, siendo también la ciudad más importante, las principales villas son: Canet-en-Roussillon, Cabestany, Saint-Estève, Rivesaltes, Saint-Laurent-de-la-Salanque, Bompas, Saint-Cyprien, Argelès-sur-Mer, Thuir, Céret, Elne, y Prades, con unos 6000 a 11 000 habitantes. Los alrededores de Céret y Prades cuentan, respectivamente, con 66 624 y 38 907 habitantes. La mayoría de ellos, mayores de 60 años.
El envejecimiento de la población tiene, como consecuencia, una alta tasa de mortalidad que supera al número de nacimientos. Si bien ello condujo a un notable descenso en número de habitantes, la situación está cambiando gracias a la llegada de los emigrantes. La evolución ha sido la siguiente:
| 1801    | 1831    | 1841    | 1851    | 1856    | 1861    | 1866    |
| ------- | ------- | ------- | ------- | ------- | ------- | ------- |
| 110.732 | 157.372 | 173.592 | 181.955 | 183.056 | 181.763 | 189.490 |
| 1872    | 1876    | 1881    | 1886    | 1891    | 1896    | 1901    |
| 191.856 | 197.940 | 208.855 | 211.187 | 210.125 | 208.348 | 212.121 |
| 1906    | 1911    | 1921    | 1926    | 1931    | 1936    | 1946    |
| 213.171 | 212.986 | 217.503 | 229.979 | 238.647 | 233.347 | 228.776 |
| 1954    | 1962    | 1968    | 1975    | 1982    | 1990    | 1999    |
| 230.285 | 251.231 | 281.976 | 299.506 | 334.557 | 363.796 | 392.803 |

## Cultura

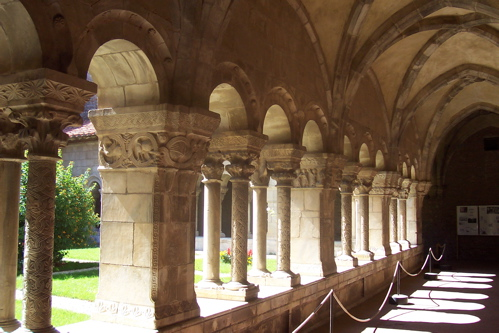
El claustro de Elne

La cultura catalana sigue vigente aunque muchos jóvenes ya no hablan el catalán. Se celebran numerosos aplecs (reunión de gentes) en el departamento, y las danzas tradicionales son muy apreciadas, especialmente la sardana. En Prades se abre, cada año, la universidad catalana de verano. La lengua catalana se enseña en las escuelas primarias, liceos y colegios, así como en la universidad.
Muchos son los pintores que, a principios del siglo XX se instalaron en el Rosellón. En Céret o Collioure, donde vivieron Henri Matisse y André Derain, y donde nació el fauvismo. Desde 1911 vivieron en Céret Pablo Picasso y Georges Braque. Aristide Maillol, escultor, es oriundo de este país. Céret cuenta con un importante museo de Arte moderno fundado en 1950 por Pierre Brune. Cada año se celebran numerosas manifestaciones culturales, la más significativa, el festival fotográfico Visa pour l’image en Perpiñán, donde también tiene lugar, en la abadía San Miguel de Cuixá, cerca de Prades, el festival de música clásica Pau Casals.

### Pintura
Varios grandes pintores vinieron a vivir al Rosellón a principios del siglo XX, ya sea en Céret o en Collioure. El fauvismo nació en gran parte en Collioure, donde Henri Matisse y André Derain se quedaron. El cubismo se desarrolló en Céret, que fue frecuentado por Pablo Picasso y Georges Braque a partir de 1911. Aristide Maillol nació en esta región y se quedó allí, esculpiendo sobre el tema de la mujer. Hoy en día Céret alberga un importante museo de arte moderno, fundado en 1950 por Pierre Brune. Del mismo modo, Hyacinthe Rigaud vino de Perpiñán antes de partir a la corte de Luis XIV.

## Lenguas

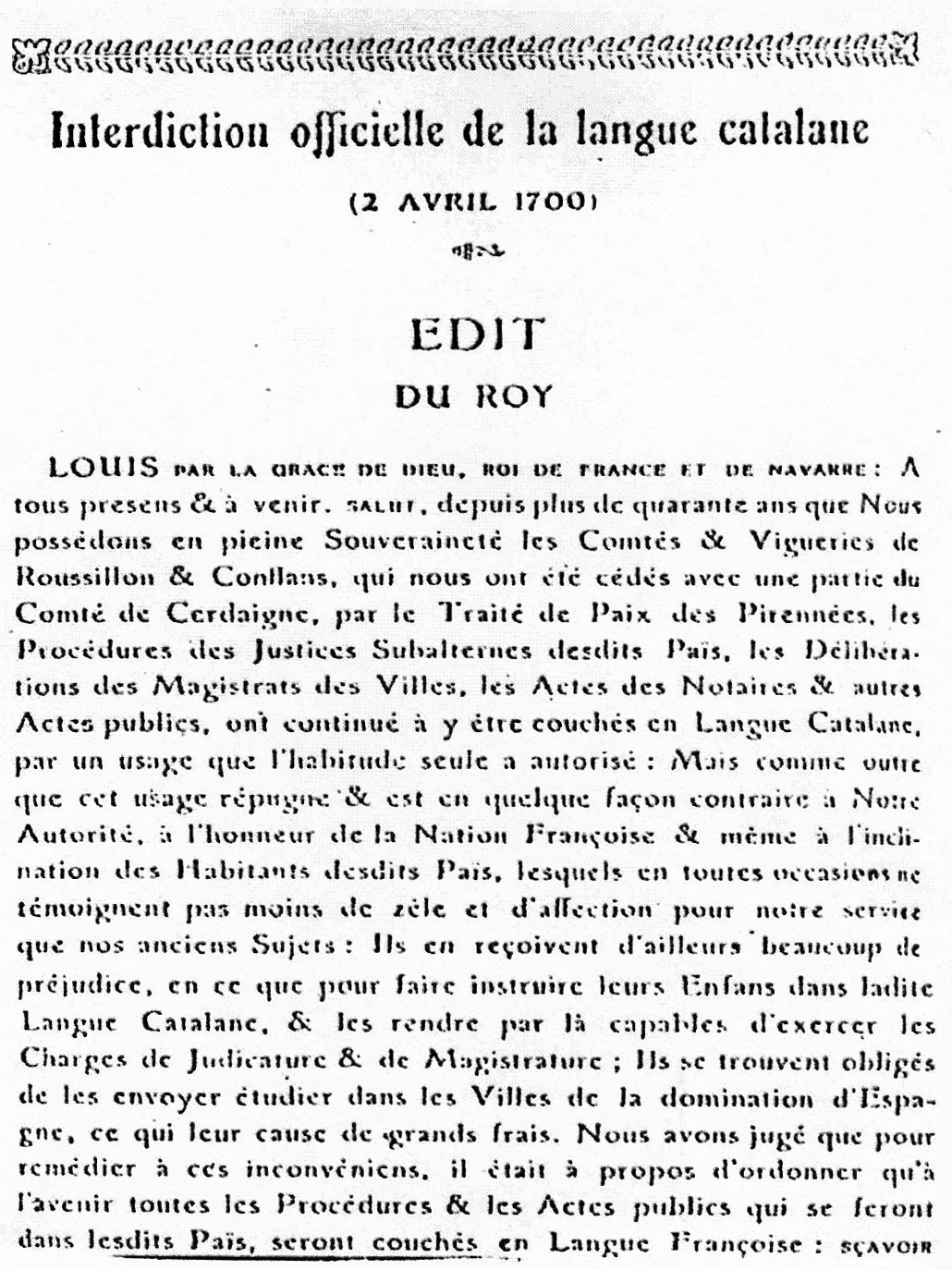
Decreto de Prohibición Oficial de la Lengua Catalana en el Rosellón.

Municipios históricamente catalanoparlantes
Municipios no catalanoparlantes (históricamente de habla occitana)
Municipios con hablas de transición o de adscripción discutida

El real decreto francés de Luis XIV del 2 de abril de 1700, con fecha de aplicación de 1 de mayo del mismo año, prohibió el uso de las lenguas catalana y occitana en documentos oficiales, notariales y de otro tipo, bajo pena de invalidar el contenido. Desde entonces el francés ha sido la única lengua oficial y la única utilizada en la enseñanza pública.
Las encuestas encargadas por las autoridades de Languedoc-Rosellón en 1993 y 1998 arrojaron resultados divergentes: la primera obtuvo que un 63 % de la gente entendía el catalán y un 48 % lo hablaba. Los resultados no diferenciaban entre personas que lo hablaba (o lo comprendía) poco, mucho o casi nada. La segunda proporcionó unos datos de un 55 % de comprensión y de un 34 % de capacidad de hablarla.
Los últimos datos sociolingüísticos de los que dispone la Generalidad de Cataluña son de 2004 y reflejan que el francés es la lengua mayoritaria en el Rosellón, con una presencia minoritaria del catalán. Habitualmente habla francés el 92 % de la población, catalán el 3,5 %, ambos idiomas un 1 % y el 3,5 % habla otras lenguas.
En cuanto a usos lingüísticos en diversos ámbitos cabe señalar que el 80,5 % de los nacidos en el Rosellón hablan únicamente francés en el ámbito familiar en contraposición con un 17,3 % en el que el catalán está presente. Además, el ámbito del uso del catalán se reduce cada vez más en las nuevas generaciones y en los inmigrantes. Entre la gente de más edad, el 40,6 % de los nacidos en el Rosellón hablan en catalán con su pareja, un 9,2 % usan catalán y francés, un 12,0 % usa el castellano y un 27,2 % el francés. En cambio solo en un 6,3 % de los estudiantes del Rosellón hablan en catalán entre ellos y un 0,5 % lo hace cuando va al médico. Sin embargo, la conciencia lingüística no ha disminuido y un 62,9 % de los habitantes del Rosellón cree que los niños deberían aprender catalán.[cita requerida]
El 10 de diciembre de 2007 el Consejo General de los Pirineos Orientales aprobó la Carta Departamental para la Lengua Catalana, otorgándole reconocimiento oficial al catalán en el Departamento.

## Turismo

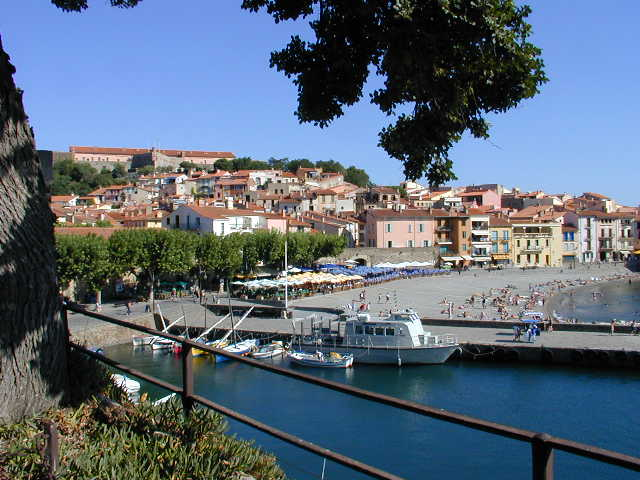
Colliure

El turismo, tanto de invierno como de verano, es una fuente importante de ingresos.
Los lugares más interesantes son: Perpiñán, los monasterios de San Miguel de Cuixá y San Martín del Canigó, la catedral de Elna, la villa fortificada de Villafranca de Conflent, el castillo de Salses en Salses-le-Château y los pueblos de Collioure y Banyuls.
También es conocida la Maternidad de Elna, a las afueras de la población. Se trata de una institución que funcionó durante el exilio republicano al finalizar la guerra civil española y que logró el nacimiento de unos 600 bebés, acogiendo a sus madres, mayoritariamente de los campos de concentración próximos como el de Argelers.
En los Pirineos, se encuentran las estaciones invernales de Cerdaña-Puigmal, 2600 m de altitud, Espai Cambra d'Ase, Eyne-Saint-Pierre-dels-Forcats, Font-Romeu-Pyrénées 2000 m, Porté-Puymorens,  Capcir, Formiguères, La Llagonne, Les Angles, Puigvalador-Riutort y Mosset.
El "tren amarillo" es una atracción muy interesante para descubrir el área montañosa del departamento.